# Californisation

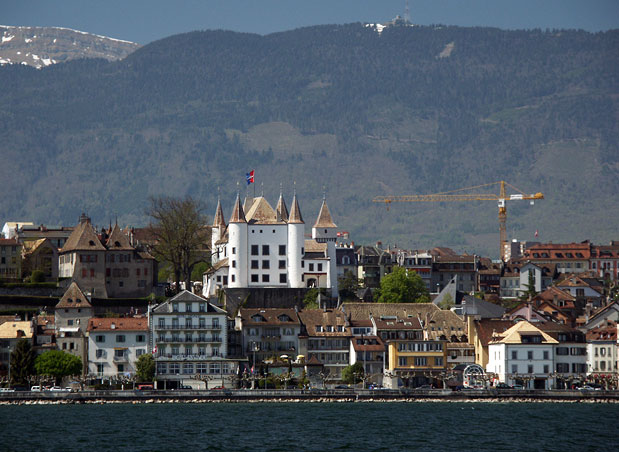
Nyon, un pôle de l'agglomération du Grand Genève.

Californisation ou californisation du paysage est un terme géographique employé en aménagement du territoire et en sylviculture. En géographie, cette dénomination est utilisée pour désigner la « métropolisation » d’un paysage, ou même d’une région complète. L'urbaniste suisse Marc Antoine Messer parle de la « californisation, soit de l’arc lémanique, soit même de la totalité de la Suisse ». Le terme est surtout employé en Suisse romande, dans les médias et dans le langage technique de l’aménagement du territoire officiel. En anglais, on utilise les mots : « urban sprawl, housing, urban – forest interface, urban wild – interface » pour designer les processus de californisation.
En géographie physique, écologie du paysage, écologie du feu, sylviculture et génie rural, le terme est utilisé pour désigner « l’engrenage entre la végétation (forêts, maquis, garrigues, boisements) et l’habitat, qui rend particulièrement dangereux un incendie de forêt ».